# Concours international de violon Henryk-Wieniawski
Pour les articles homonymes, voir Wieniawski.

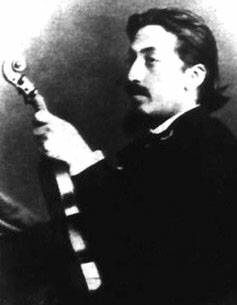
Henryk Wieniawski (10 juillet 1835 - 31 mars 1880) était un compositeur et violoniste polonais.

Le Concours international de violon Henryk Wieniawski est un concours international de violon qui se déroule tous les cinq ans dans la ville de Poznań en Pologne.

## Présentation générale
Le Concours international de violon Henryk Wieniawski fut instauré en mars 1935 pour la première fois et se déroula au sein de l'édifice prestigieux de l’Orchestre philharmonique de Varsovie. Il fut appelé ainsi en l'honneur du centième anniversaire de la naissance du violoniste, compositeur et pédagogue polonais Henryk Wieniawski (1835-1880). 
Le concours fut suspendu en raison des évènements dramatiques de la Seconde Guerre mondiale, puis des troubles politiques de l'après guerre. 
En 1952, le concours reprit dans la ville de Poznań.
Les prix sont attribués selon le classement en médailles
- Médaille d'or : 30 000 euros
- Médaille d'argent : 20 000 euros
- Médaille de bronze : 12 000 euros

## Palmarès des lauréats
En 1935, pour le premier Prix, la médaille d'or fut attribuée à la violoniste française Ginette Neveu et la médaille d'argent au Russe David Oïstrakh, puis dans l'ordre l'Anglais Henri Tymian, le Russe Boris Goldstein, le Croate Ljerko Spiller, l'Italienne Maria Sardo, la Polonaise Ida Haendel.
- 1952

1. Igor Oïstrakh, Union soviétique (1er prix) ;
2. Julian Sitowiecki, Union soviétique et Wanda Wilkomirska,  Pologne (2e prix) ;
3. Blanche Tarjus (d)  France, Marina Jaswili, Olga Parchomienko, Union soviétique (3e prix).

- 1957

1. Roza Fajn, Union soviétique (1er prix) ;
2. Sidney Harth,  États-Unis (2e prix) ;
3. Mark Komissarow, Union soviétique (3e prix).

- 1962

1. Charles Treger,  États-Unis (1er prix) ;
2. Oleg Krysa, Union soviétique (2e prix) ;
3. Krzysztof Jakowicz,  Pologne (3e prix).

- 1967

1. Piotr Janowski,  Pologne (1er prix) ;
2. Mikhail Bezwierchnyj, Union soviétique (2e prix) ;
3. Danczowska Kaja,  Pologne (3e prix).

- 1972

1. Tatjana Grindenko, Union soviétique (1er prix) ;
2. Shizuka Ishikawa,  Japon (2e prix) ;
3. Barbara Górzyńska,  Pologne (3e prix).

- 1977

1. Vadim Brodsky, Union soviétique (1er prix) ;
2. Piotr Milewski,  Pologne, et Mikhail Wajman, Union soviétique (2e prix) ;
3. Zachar Bron, Union soviétique, et Peter A. Zazofsky,  États-Unis (3e prix).

- 1981

1. Keiko Urushihara,  Japon (1er prix) ;
2. Elisa Kawaguti,  Japon (2e prix) ;
3. Aureli Błaszczok,  Pologne (3e prix).

- 1986

1. Yevgeny Buszkow, Union soviétique (1er prix) ;
2. Nobu Wakabayashi,  Japon (2e prix) ;
3. Robert Kabara,  Pologne (3e prix) ;
4. Victor Kouznietsov, Union soviétique (4e prix).

- 1991

1. Bartłomiej Nizioł,  Pologne, et Piotr Pławner,  Pologne (1er prix) ;
2. Chie Abiko,  Japon (2e prix) ;
3. Reiko Shiraishi,  Japon (3e prix).

- 1996

1. Pas de premier prix ;
2. Reiko Otani,  Japon (2e prix) ;
3. Akkiko Tanaka,  Japon (3e prix) ;
4. Asuka Sezaki,  Japon et Łukasz Błaszczyk,  Pologne (4e prix).

- 2001

1. Alona Baeva, Russie (1er prix) ;
2. Soojin Han, Corée et Roman Simowic, Yougoslavie (2e prix) ;
3. Gaik Kazazian,  Arménie, Bracha Malkin,  États-Unis et Hiroko Takahashi,  Japon (3e prix).

- 2006

1. Szymczewska Agata,  Pologne (1er prix) ;
2. Airi Suzuki,  Japon (2e prix) ;
3. Anna Maria Staśkiewicz,  Pologne (3e prix).

- 2011

1. Soyoung Yoon,  Corée du Sud (1er prix)[1] ;
2. Miki Kobayashi,  Japon (2e prix)[1] ;
3. Stefan Tarara,  Allemagne (3e prix)[1].

- 2016
  1. Veriko Tchumburidze (1er prix) ;
  2. Bomsori Kim et Seiji Okamoto (2e prix).
- 2022
  1. Hina Maeda (1er prix)[2] ;
  2. Meruert Karmenova (2e prix)[2] ;
  3. Qingzhu Weng (3e prix)[2].